# Alix de Ibelín
Alix de Ibelín (1304/1306-después del 6 de agosto de 1386), fue reina consorte de Chipre y nominal reina consorte de Jerusalén como la segunda esposa del rey Hugo IV de Chipre. Fue reina desde el 31 de marzo de 1324 hasta la abdicación de Hugo el 24 de noviembre de 1358. Dos de sus hijos, Pedro y Jacobo reinaron como reyes de Chipre.

## Biografía
Alix nació en Chipre en algún momento entre 1304 y 1306, hija única de Guy de Ibelin, Señor de Nicosia e Isabel de Ibelin. La Casa de Ibelin era una familia francesa noble muy entremezclada que se había destacado en los estados cruzados de Jerusalén y Chipre desde el siglo XII.
Alix perdió a su padre cuando era una niña pequeña y su madre murió en 1315, cuando Alix no tenía más de 11 años.
En 1310, había estado prometida a Enrique de Lusignan, el hijo de Amalarico, Príncipe de Tiro. El compromiso fue anulado ese mismo año cuando Almarico fue asesinado y su familia buscó refugio en Armenia.

### Reina de Chipre
El 17 de septiembre de 1318, la Crónica de Amadi registró que Alix se había casado con Hugo de Lusignan, hijo y heredero de Guy de Lusignan, Constable de Chipre. Se había requerido una dispensa papal, que estaba fechada el 18 de junio de 1318. Ella era su segunda esposa, ya que la primera, su pariente María de Ibelin, había muerto en una fecha no registrada antes de junio de 1318. Ese mismo año, Hugo sucedió a su padre como alguacil, y el 31 de marzo de 1324, Hugo sucedió a su tío, Enrique II como Rey de Chipre y Rey titular de Jerusalén. Con el acceso de Hugo al trono chipriota, comenzó el período más ilustre de la dinastía de Lusignan en Chipre. Alix fue coronada como Reina de Chipre en la coronación de su marido el 15 de abril de 1324 en la Catedral de Santa Sofía en Nicosia. Poco después de la doble coronación, la catedral fue consagrada por el arzobispo latino, Jean del Conte. El 13 de mayo en Famagusta, Hugo fue coronado Rey de Jerusalén. La Crónica de Amadi registra que Alix tenía un pequeño impedimento del habla que fue curado por un milagro realizado por la Santa Cruz de Tochni que había sido redescubierta en 1340.

### Vida posterior
El rey Hugo abdicó su trono el 24 de noviembre de 1358 a favor de su hijo Pedro y murió el año siguiente. En 1368, Alix se casó por segunda vez con Felipe de Brunswick-Grubenhagen, condestable de Jerusalén, hijo de Enrique II, duque de Brunswick-Grubenhagen, que fue el padre de su nuera, Helvis. Como en el caso de su primer matrimonio, se le había requerido otra dispensa papal para casarse con Felipe. Murió un año después el 4 de agosto de 1369.
Alix murió después del 6 de agosto de 1386 y fue enterrada en Saint Dominic en Nicosia. Su bisnieta fue Ana de Lusignan, esposa de Luis, duque de Saboya.

## Hijos
Juntos, Alix y Hugh tuvieron siete hijos:
- Eschive de Lusignan (1325-marzo 1363), casado con el infante Fernando de Mallorca, vizconde de Omelas, con quien tuvo una hija, Alicia de Mallorca (1341-después de 1376).
- El rey Pedro I de Chipre (9 de octubre de 1328-16 de enero de 1369), casado primero Eschive de Montfort; en segundo lugar Leonor de Aragón-Gandia, de quien tuvo descendencia.
- Juan de Lusignan (1329/1330 - 1375), casado primero, Constanza de Sicilia, reina de Chipre; en segundo lugar con Alicia de Ibelin, por quien tuvo un hijo.
- El rey Jacobo I de Chipre (1334 - 9 de septiembre de 1398), se casó con Helvis de Brunswick-Grubenhagen, con quien tuvo 12 hijos, incluido el rey Jano de Chipre, que reinó después de él.
- Tomás de Lusignan (muerto el 15 de noviembre de 1340), soltero.
- Margarita de Lusignan, se casó con Galtier de Dampierre, Senescal de Chipre; murió sin hijos.
- Isabel de Lusignan, murió sin descendencia.

Alix tuvo un hijastro, Guy de Lusignan, de la primera esposa de Hugh. Su esposo también tenía un hijo ilegítimo, Pierrot.